# Eloy Ortega
Eloy Ortega Soto (Guayaquil, 14 de agosto de 1900 - 14 de marzo de 1987) fue un científico y astrónomo ecuatoriano.

## Biografía

### Primeros años
Eloy Ortega Soto nació en Guayaquil el 14 de agosto de 1900. Desde temprana edad, a partir de los 4 años, mostró mucho interés por la astronomía y la Ciencia, al descubrir libros antiguos de astronomía y novelas de Julio Verne, en la librería de su padre que quedaba en las calles Malecón y Aguirre. Estudió en el Colegio Vicente Rocafuerte.

### Estudios científicos sobre astronomía
Luego de la predicción equívoca del astrónomo Wihem Meyer que en 1910 calculó que el cometa Halley chocaría con la Tierra el 19 de mayo de ese mismo año, ocasionando un cataclismo por el cual muchos decían que sería el fin del mundo, Eloy Ortega descubrió años después de realizar estudios astronómicos a fondo, que esto no ocurrió debido a que los planetas y cometas están cargados de electricidad que se repelen entre ellos, esto lo manifestó en la sección Paratodos del Diario El Universo, donde se dio a conocer que además de no haber sucedido un cataclismo, ese mismo día se suicidaron cerca de 5000 personas.
Estableció un estudio fotográfico en Quito, donde conoció a su esposa Betina Muñoz, con quien procreó 12 hijos, y conoció a sus maestros Luis F. Tufiño y a Gabriel Martínez. Además estudió en el Observatorio Astronómico García Moreno alrededor de 7 años.

### Publicaciones
Publicó sus predicciones científicas en Diario El Comercio de Quito, y escribió artículos en páginas del Diario El Universo sobre astronomía.
Publicó libros como Teoría del Sol Frio de 1945, Teoría de las Manchas solares y La lluvia artificial, y su obra Teoría de los Cometas: Naturaleza del Universo quedó inédita después de su muerte. Publicó el Almanaque Ortega y lo difundió durante 25 años, siendo estos textos un auxiliar de los agricultores para sus sembríos.

### Muerte
Eloy Ortega Soto falleció el 14 de marzo de 1987, a la edad de 87 años.

## Monumento
En 2018 fue colocado un monumento en su honor, una escultura a tamaño real con una placa, ubicada en la Plaza del Parque Centenario, zona céntrica de la ciudad de Guayaquil, financiada por el Municipio, siendo esta obra parte de las 30 esculturas que se han colocado hasta el momento.